# Hannoveri Zsófia Dorottya porosz királyné
Zsófia Dorottya (németül: Sophie Dorothea von Hannover; Hannover, Braunschweig–Lüneburg, 1687. március 16. – Berlin, Poroszország, 1757. június 28.), Hannover-házból származó braunschweig–lüneburgi hercegnő, aki I. Frigyes Vilmossal kötött házasságát követően Poroszország királynéja és Brandenburg őrgrófnéja 1713-tól hitvese 1740-es haláláig.
Zsófia Dorottya királyné volt György Lajos hannoveri választófejedelem (a későbbi brit király) és Cellei Zsófia Dorottya két gyermeke közül a fiatalabb, a későbbi II. György brit király testvére. 1706-ban házasodott össze a porosz koronaherceggel, Frigyes Vilmossal. Házasságukból összesen tizennégy gyermek született, köztük a későbbi II. Nagy Frigyes porosz király is. Zsófia Dorottya királyné végül megromlott egészségügyi állapota okán hunyt el 1757-ben, hetvenéves korában.

## Élete

### Származása
Zsófia Dorottya a I. György Lajos braunschweig-lüneburgi választófejedelem (1660–1727) és Zsófia Dorottya braunschweig–lüneburgi hercegnő (1752–1782) ifjabbik gyermeke, egyetlen leánya volt. Testvérbátyja, György Ágost herceg (1683–1760), 1727-től II. György néven Hannover választófejedelme, valamint Nagy-Britannia és Írország királya lett.

### Házassága
1706. november 28-án a Berlinben Zsófia Dorottya  feleségül ment Frigyes Vilmos porosz királyi herceghez, a porosz trón örököséhez.
1712-től a berlini Monbijou kastélyban élt.

### Gyermekei
- Frigyes Lajos (1707–1708), kisgyermekként meghalt.
- Vilma (Wilhelmine, 1709–1758), aki 1731-ben III. Frigyes brandenburg-bayreuthi őrgróf (1711–1763) felesége lett.
- Frigyes Vilmos koronaherceg (1710–1711), kisgyermekként meghalt.
- Frigyes (1712–1786), utóbb II. („Nagy”) Frigyes porosz király, Brandenburg választófejedelme, aki 1733-ban  Erzsébet Krisztina braunschweig-wolfenbütteli hercegnőt (1715–1797) vette feleségül.
- Sarolta Albertina (1713–1714), kisgyermekként meghalt.
- Friderika Lujza (1714–1784), aki 1729-ben Károly Vilmos brandenburg-ansbachi őrgrófhoz (1712–1757) ment feleségül.
- Filippina Sarolta (1716–1801), aki 1733-ban I. Károly braunschweig-wolfenbütteli herceg (1713–1780) felesége lett.
- Lajos Károly Vilmos (1717–1719), kisgyermekként meghalt.
- Zsófia Dorottya Mária (1719–1765), 1734-től Frigyes Vilmos brandenburg-schwedti őrgróf (1700–1771) felesége.
- Lujza Ulrika (1720–1782), aki 1744-ben Adolf Frigyes svéd királyhoz (1710–1771) ment feleségül.
- Ágost Vilmos (1722–1758), aki 1742-ben Lujza Amália braunschweig-wolfenbütteli hercegnőt (1722–1780) vette feleségül. Az ő fiuk lett II. Frigyes Vilmos porosz király.
- Amália (1723–1787), főapátnő Quedlinburgban.
- Henrik herceg, hadvezér (1726–1802), 1752-ben Vilma hessen–kasseli hercegnőt (1726–1808) vette feleségül.
- Ágost Ferdinánd (1730–1813), 1755-től Anna Erzsébet Lujza brandenburg-schwedti hercegnő (1738–1820) férje.